# Adolfo Marsillach y Costa
Adolfo Marsillach y Costa (Barcelona, 1868-Barcelona, 1935), periodista y dramaturgo español, padre del crítico teatral Luis Marsillach y abuelo del dramaturgo Adolfo Marsillach.
Simpatizante de Alejandro Lerroux, trabajó en el diario anticlerical El Diluvio y La Publicidad de Barcelona usando a veces el pseudónimo "El maleta Indulgencias" y, al final, en el diario El Liberal, mostrándose siempre anticatalanista. En ese sentido imprimió Catalanistas en adobo (1903) y Una polémica (1919) donde recogía sus numerosos artículos contra dirigentes nacionalistas como Enric Prat de la Riba, Jaume Massó i Torrents y otros. Escribió además las piezas teatrales El pecado de David (Madrid: El Libro Popular núm. 22, 1914), El redentor del pueblo (sátira en un acto estrenada en 1912 e impresa en Madrid: Sociedad de Autores Españoles, imp. Félix Costa, en 1915) y Las dos sendas (Madrid: Sociedad de Autores Españoles, 1916, comedia en tres actos estrenada en el Teatro Romea de Barcelona), así como la novela La ciudad anárquica. Barcelona (Barcelona, F. Granados y Cía., 1910) donde interpreta los hechos del ¡Cu-Cut! y la Semana trágica.
Francisco García Pavón lo sitúa como autor de El redentor del pueblo (1915), entre los creadores del drama social contrarrevolucionario o conservador junto a Alonso Martín, Pedro Muñoz Seca y Pedro Pérez Fernández, frente al drama social revolucionario de Benito Pérez Galdós, Joaquín Dicenta, Ángel Guimerá, José Fola Igurbide, Federico Oliver y José López Pinillos, "Pármeno". Después, fue corresponsal en Barcelona del diario ABC hasta su muerte en 1935. 